# Магосі
Магосі (Magosi) — археологічна культура кам'яної доби (близько 15000-7500 до н. е..), поширена на сході та півдні Африки від Судану до ПАР.
Виявлена в 1926 році. Названа по селу Магосі за 257 км північніше гори Елгон в Уганді, де вперше було досліджено, стоянку цієї культури. Стоянки Магосі в печерах, гротах і на відкритій місцевості знайдені в Східній і Центральній Африці, від Сомалі до Західного Калахарі.
Належить до часу між середньою і пізньою кам'яною добою Африки (приблизно відповідає кінцю пізнього палеоліту і мезоліту Європи). Для Магосі характерні леваллуазькі (див. Леваллуазька техніка) і призматичні нуклеуси, листоподібні і трикутні наконечники списів і стріл, оброблені віджимною ретушшю, і численні мікроліти. Характерна еволюція від великих знарядь до мікролітів, від відщепів до платівок й нові прийоми обробки каменю за допомогою проміжних відбійників та ковадл. Типові знаряддя — тонкі гостроконечники різних форм, платівки-долота, близькі до австралійських, скребла, скобелі та ін. Була розвинена обробка кістки.
Магосі належала мисливським племенам, у яких широко практикувалося розфарбовування тіла вохрою. Знайдені орнаментовані «олівці» з пігменту для розмальовки тіла. Магосі — культура первісних громад мисливців і збирачів лісів і саван, що вживали в їжу розмелене насіння диких злаків, про що свідчать знахідки зернотерток.